# The Restless Sex
The Restless Sex is een stomme film uit 1920 onder regie van Leon D'Usseau en Robert Z. Leonard. De film is gebaseerd op een boek van Robert W. Chambers. Frances Marion schreef het scenario.
Marion Davies, die rond deze tijd nog niet gewaardeerd werd door het publiek, heeft de hoofdrol in de film. Norma Shearer heeft een figurantenrol in twee scènes.

## Verhaal
Stephanie Cleland is een rusteloze jonge vrouw die op zoek is naar avontuur. Ze kan niet beslissen van wie ze meer houdt, van haar jeugdliefde en auteur Jim of van kunstenaar Oswald Grismer. Als Jim vertrekt naar Parijs, voelt Stephanie zich na een compromitterende situatie gedwongen te trouwen met Oswald. Het huwelijk stelt niets voor en Stephanie en Oswald hebben bijna geen contact. Als Jim over het huwelijk hoort, keert hij terug om Stephanie voor zich te winnen.

## Rolverdeling
| Acteur            | Personage         |
| ----------------- | ----------------- |
| Marion Davies     | Stephanie Cleland |
| Ralph Kellard     | Jim Cleland       |
| Carlyle Blackwell | Oswald Grismer    |
| Charles Lane      | John Cleland      |
| Corinne Barker    | Helen Davis       |